# Kirkenes
Kirkenes – miasto i ośrodek administracyjny gminy (kommune) Sør-Varanger w prowincji (fylke) Finnmark w północnej Norwegii, kilka kilometrów od granicy z Rosją, nad Bøkfjorden, częścią Morza Barentsa. Miasto zamieszkałe jest przez 3564 osób (2016)). 10% populacji stanowią Rosjanie, nazwy ulic są dwujęzyczne.

## Położenie
Punkt końcowy międzynarodowej transskandynawskiej trasy E 6, łączącej je z miastem Trelleborg na południowym krańcu Szwecji. W odległości 15 km znajduje się jedyne norwesko-rosyjskie drogowe przejście graniczne (większe miasto po rosyjskiej stronie granicy to Nikel [Никель]), z którego prowadzi międzynarodowa droga E 105 przez Murmańsk, Petersburg, Moskwę i Charków do Jałty. Kirkenes jest także od 1908 roku końcowym portem linii żeglugowej Hurtigruten, kursującej od 1893 pomiędzy ważniejszymi portami wzdłuż wybrzeża północnej Norwegii, aż do Bergen. Kirkenes stanowi ważny węzeł komunikacyjny, transportowy, a także ośrodek rybacki i przemysłowy. Miasto znajduje się 400 km na północ od koła podbiegunowego, ok. 2250 km od bieguna północnego. Słońce nie zachodzi tu pomiędzy 17 maja a 21 lipca, a nie wschodzi między 21 listopada a 21 stycznia.

## Historia
W czasie II wojny światowej, po zajęciu Norwegii przez Niemców, stacjonowało tu 30 tysięcy żołnierzy niemieckich, których zadaniem było m.in. kontrolowanie przebiegającej w pobliżu alianckiej trasy zaopatrzeniowej do rosyjskiego portu w Murmańsku. Z tego powodu miasto było najczęściej bombardowane spośród wszystkich miast Norwegii – 320 razy. Do zakończenia wojny przetrwało tu tylko kilkanaście budynków. 25 października 1944 Armia Czerwona wyparła stąd wojska niemieckie.
W mieście - oprócz przemysłu, rybołówstwa, wojska, handlu i transportu – działają także instytucje publiczne i kulturalne. Mieści się tu m.in. Grenselandsmuseet – Muzeum Ziem Przygranicznych, w którym zgromadzono różne pamiątki z różnych okresów współżycia ludzi po obu stronach granicy, a także wyroby sztuki lapońskiej oraz historii przemysłu wydobywczego w tym rejonie.
Ponieważ Kirkenes, jak cała Norwegia, leży w strefie czasowej środkowoeuropejskiej (CET) to podróżowanie stąd na zachód, do odległej o 35 km Finlandii powoduje przeniesienie się do strefy wschodnioeuropejskiej (EET), o 1 godzinę naprzód. Podróż do Rosji, na południe lub wschód, to zmiana strefy na czas moskiewski (MSK), o 2 godziny naprzód.

## Galeria Kirkenes

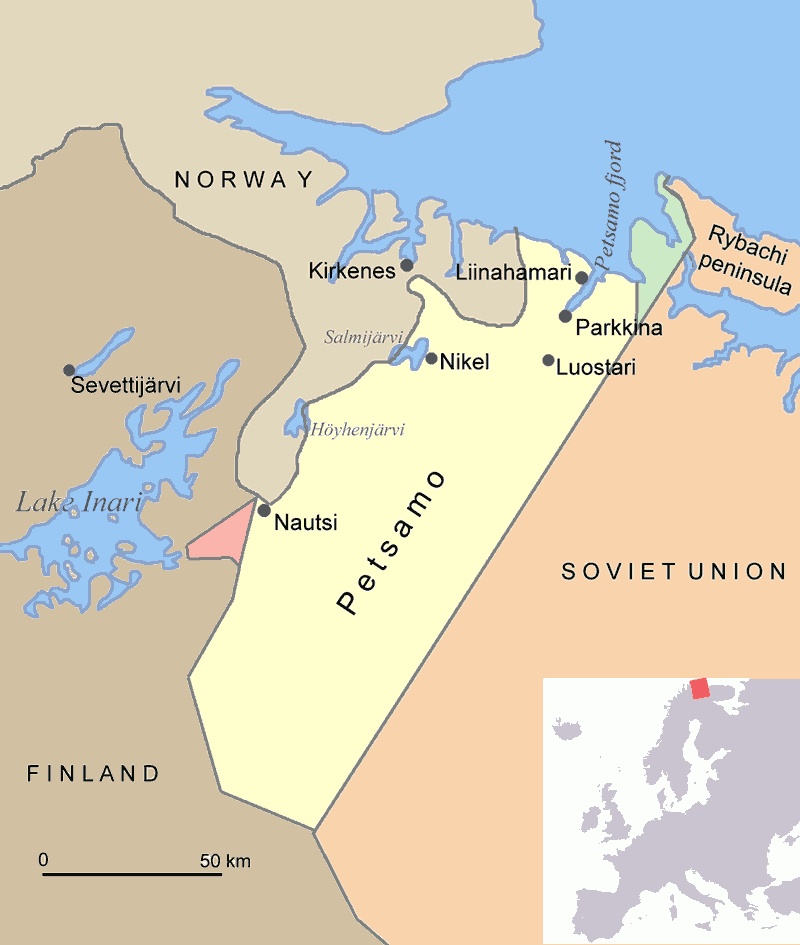
Położenie Kirkenes na mapie (obecnie zamiast ZSRR - Soviet Union - jest Rosja)
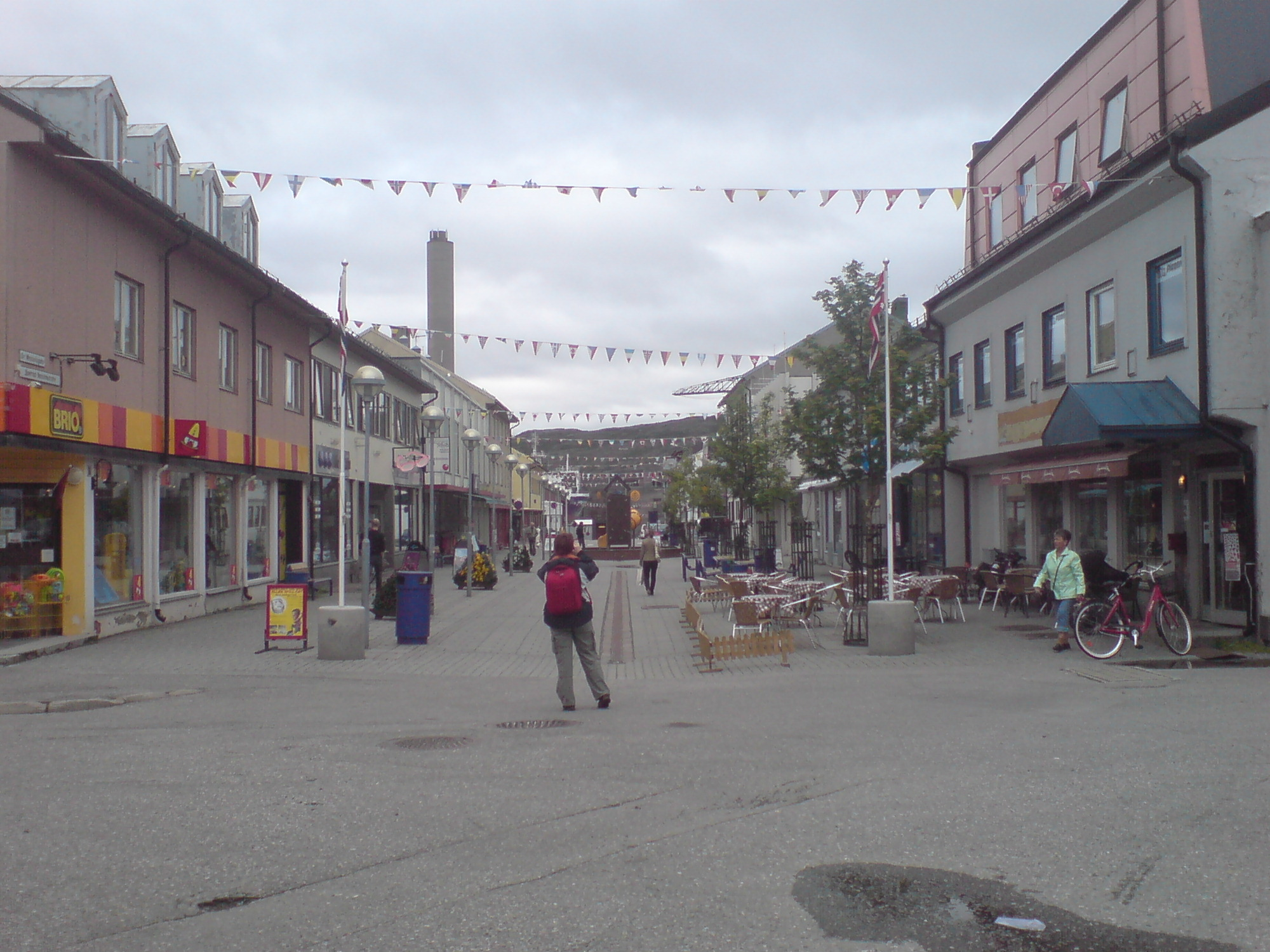
Deptak w Kirkenes, lipiec 2007
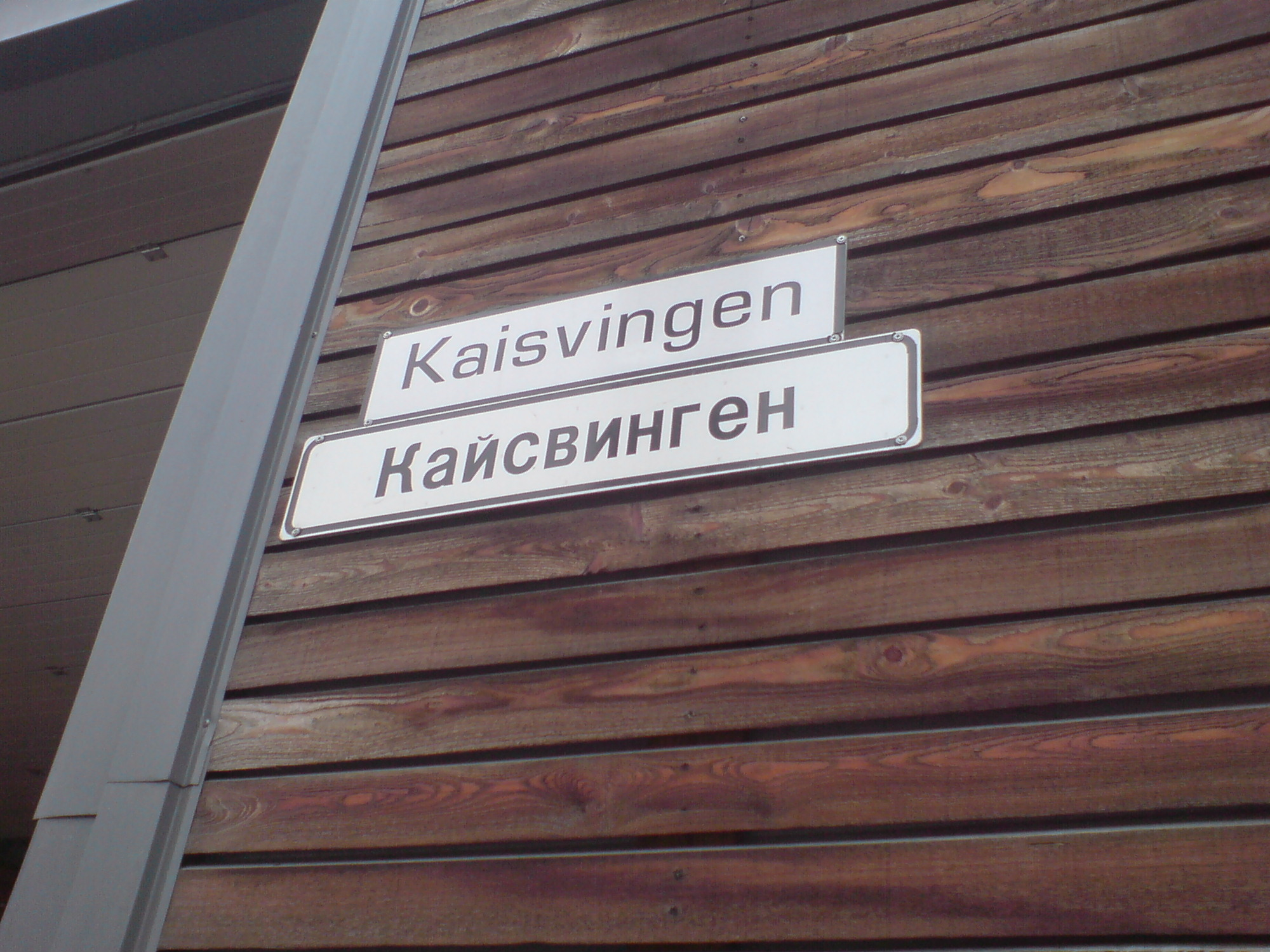
Podwójne napisy norwesko-rosyjskie na ulicach Kirkenes są powszechne
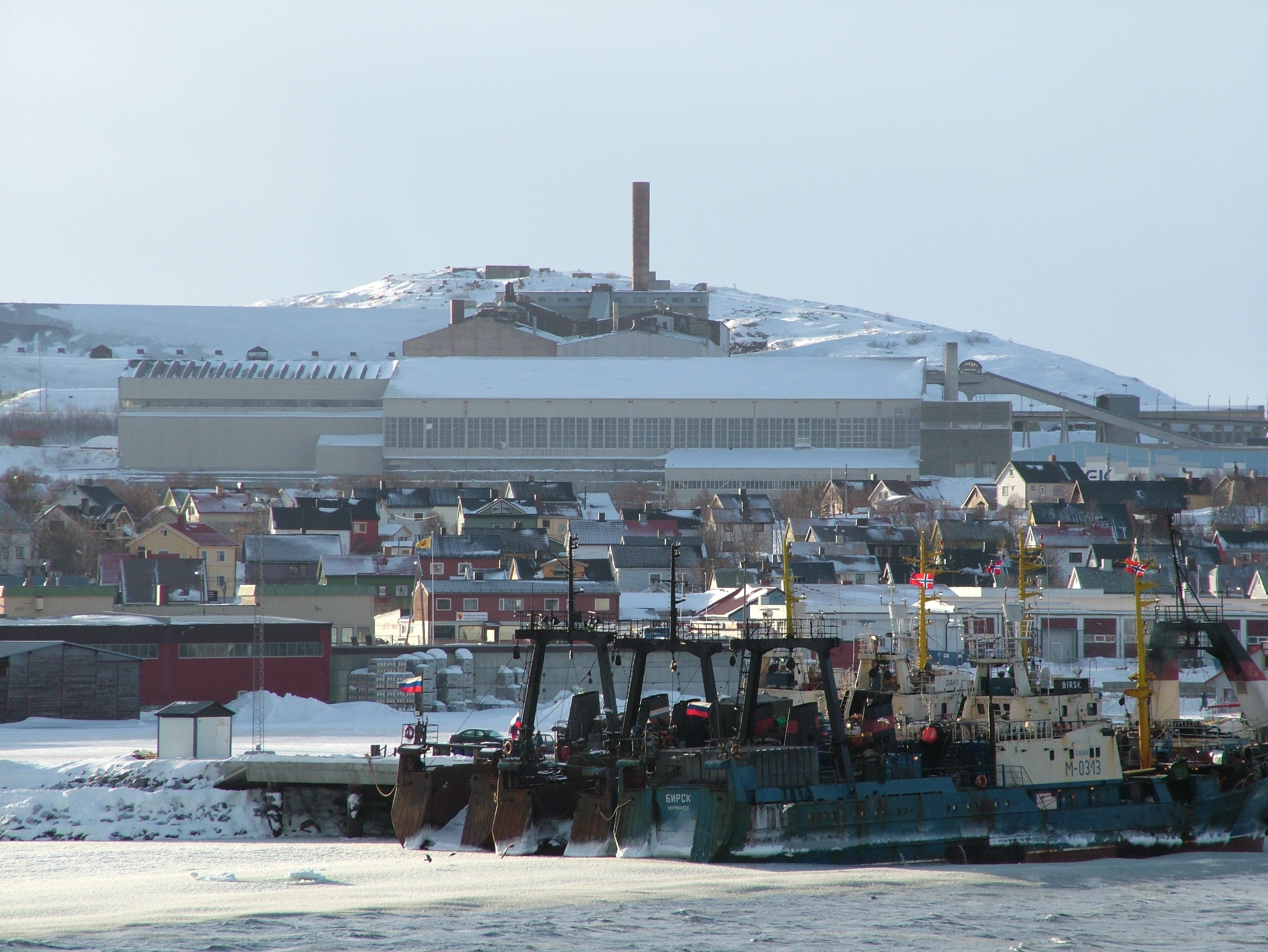
Port w Kirkenes
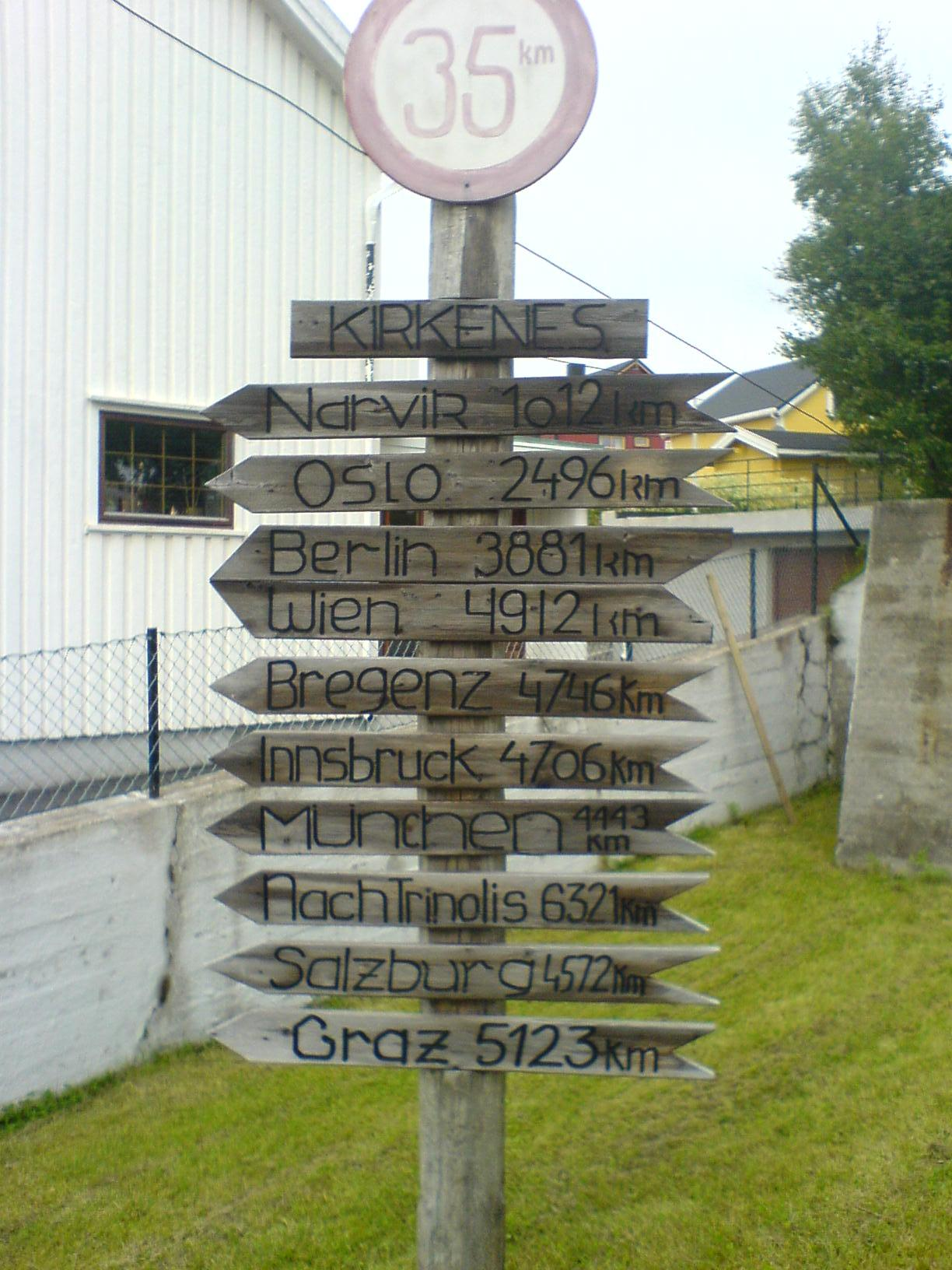
Drogowskaz w Kirkenes
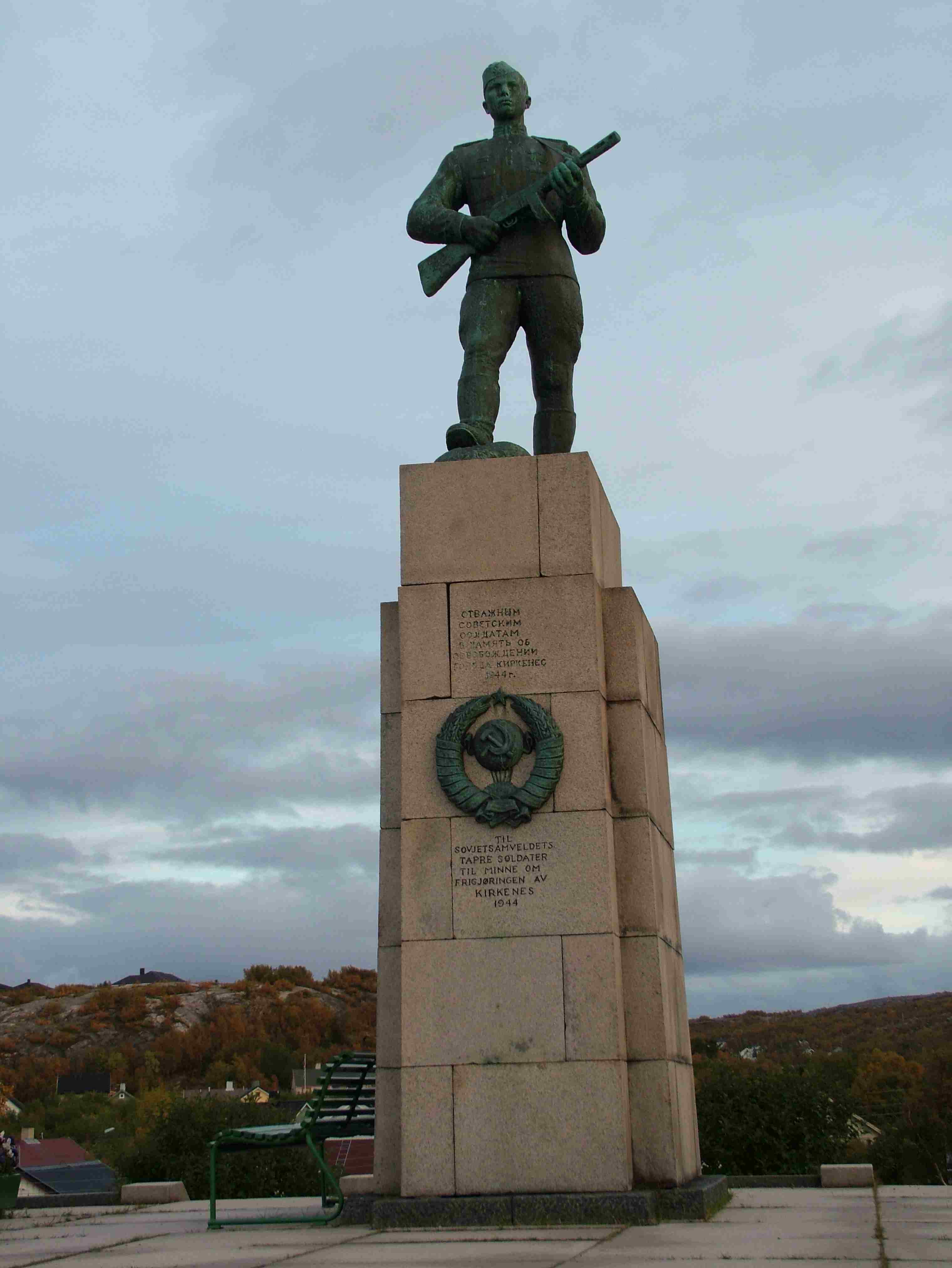
Pomnik żołnierzy rosyjskich poległych przy wyzwalaniu miasta w 1944 roku.